# Barbusano
Barbusano (Apollonias barbujana) ist eine Pflanzenart innerhalb der Familie der Lorbeergewächse (Lauraceae). Sie ist ein Endemit von Zentral-Makaronesien.

## Beschreibung

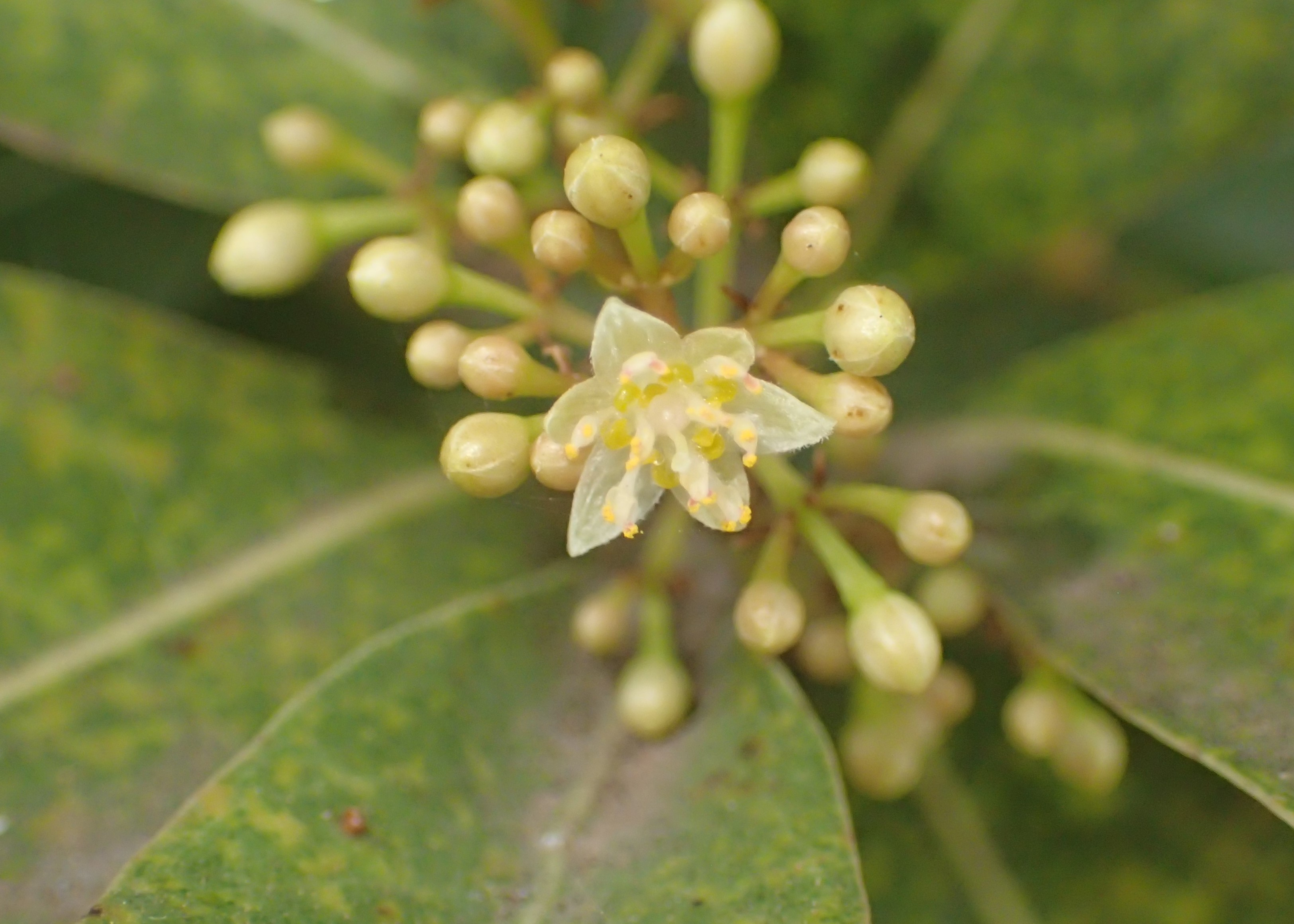
Blüte

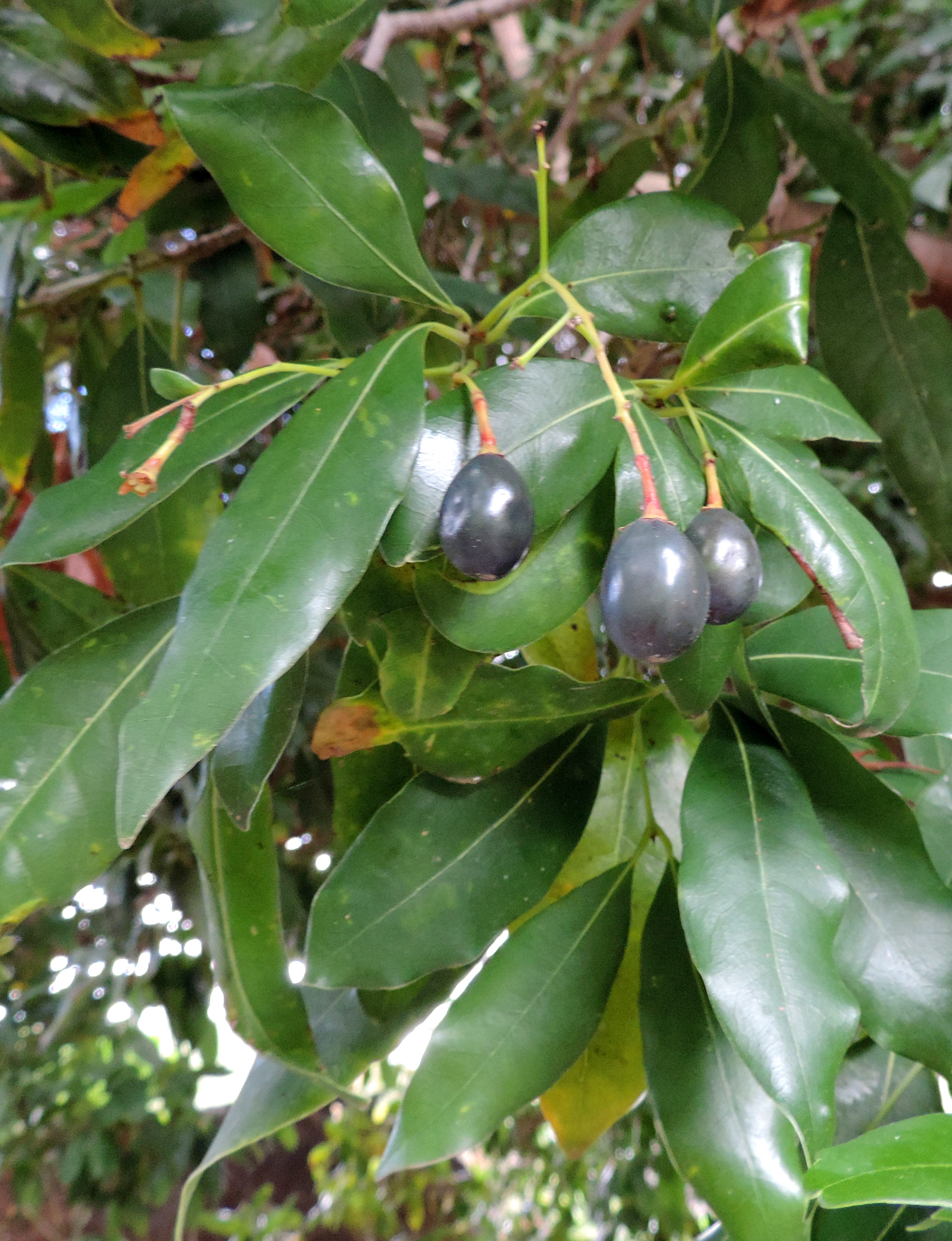
Früchte und Blätter

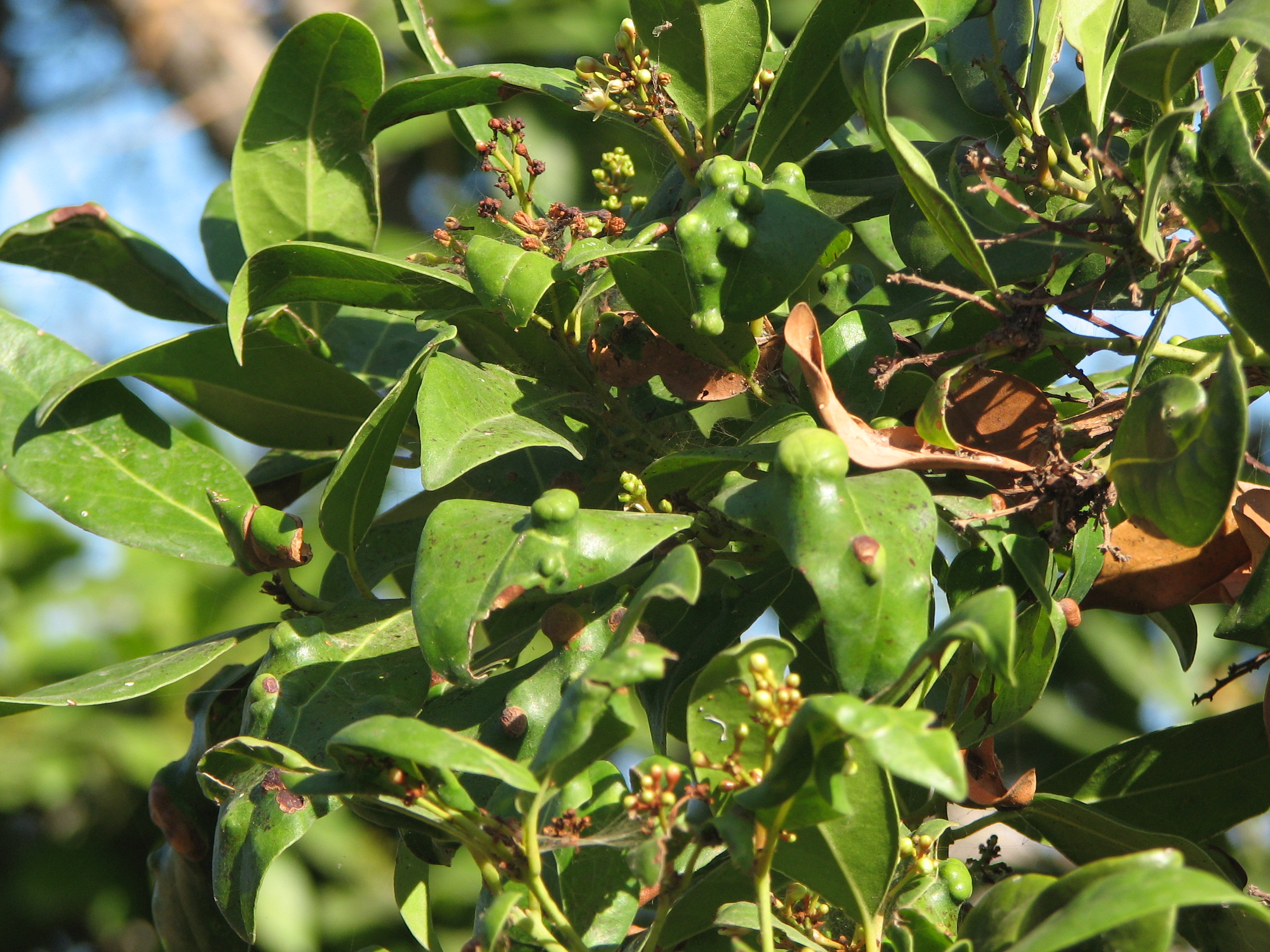
Gallen auf Laubblättern

### Vegetative Merkmale
Barbusano ist ein langsamwüchsiger, immergrüner Baum der bis zu 25 Meter hoch wird. Die bräunliche, relativ glatte Borke ist im Alter schuppig bis abblätternd.
Die einfachen und kurz gestielten, ledrigen, steifen, kahlen Laubblätter sind eiförmig, -lanzettlich bis verkehrt-eiförmig, -eilanzettlich oder lanzettlich, ohne Drüsen sowie oberseits dunkelgrün und glänzend. Der Blattrand ist ganz, schwach umgerollt und gewellt, die Spitze ist rundspitz oder spitz bis zugespitzt, seltener abgerundet oder eingebuchtet. Auf der Blattfläche sind manchmal durch Gallen hervorgerufenen Ausbuchtungen, Blasen vorhanden.

### Generative Merkmale
Die Blütezeit reicht von Juni bis September. Die rispigen und fast kahlen Blütenstände befinden sich an den Enden der Zweige. Die leicht duftenden, zwittrigen und kleinen, gestielten Blüten mit einfacher Blütenhülle sind gelblich und dreizählig. Die innen behaarten Tepalen stehen in zwei ungleichen Kreisen. Es sind 9 kurze Staubblätter in drei Kreisen, im dritten Kreis mit paarigen Drüsen, sowie innen 3 auffällige Staminodien mit pfeilförmigen Antheroden, mit jeweils behaarten Staubfäden vorhanden. Der Fruchtknoten mit kurzem Griffel und kopfiger Narbe ist knapp  oberständig im kleinen Blütenbecher. Die glatten, ellipsoiden oder eiförmigen bis verkehrt-eiförmigen und einsamigen Früchte, Beeren mit beständigem Perigon sind ungefähr 1 bis 2 Zentimeter groß, olivenförmig, fleischig und im reifen Zustand blauschwarz.

## Vorkommen
Barbusano kommt auf Madeira und den Kanarischen Inseln La Palma, La Gomera, El Hierro, Teneriffa, Gran Canaria und Fuerteventura vor. Sie wächst in den Lorbeerwäldern, wo sie vor allem an trockeneren Standorten und im unteren Bereich vorkommt. Sie ist seltener als andere Lorbeergewächse.

## Systematik
Die Erstbeschreibung erfolgte 1801 unter dem Namen  (Basionym) Laurus barbujana durch Antonio José Cavanilles in Anal. Cienc. Nat. 3, S. 52. Die Neukombination zu Apollonias barbusana (mit „s“ statt „j“) wurde 1852 (1853) durch Alexander Braun in Verhandlungen des Vereins zur Beförderung des Gartenbaues in den Königlich Preussischen Staaten, Band 21, S. 78 veröffentlicht. Synonyme für Apollonias barbujana (Cav.) A.Braun sind  Apollonias canariensis (Willd.) Nees, Laurus canariensis Willd., Phoebe barbujana (Cav.) Webb & Berthel., Laurus barbusana Lowe, Laurus reticulata Poir., Persea canariensis (Willd.) Spreng.,  Apollonias barbujana (Cav.) Bornm., Apollonias ceballosii Svent. und Persea barbujana (Cav.) Mabb. & Nieto Fel.

## Verwendung
Das Holz ist hart und braun-rot und ist auch unter der Bezeichnung Kanarisches Ebenholz bekannt, ist wegen seiner Widerstandsfähigkeit und Härte sehr begehrt und wird unter anderem zur Möbelherstellung, Fabrikation von Kassettendecken und Türen genutzt.